# Hoog-Keppel
Hoog-Keppel is een klein Nederlands dorp gelegen centraal in de gemeente Bronckhorst in de Gelderse Achterhoek.
Tot 1 januari 2005 behoorde het dorpje tot de voormalige gemeente Hummelo en Keppel. Het heeft 475 inwoners.

## Sport
- Voetbalclub HC '03 (Hessen Combinatie 2003). Hessen komt van de door Hoog-Keppel lopende Hessenweg en het daarnaar vernoemde nabijgelegen Hessenbos, en combinatie, omdat de club een fusie is tussen de voormalige verenigingen H&K en Drempt Vooruit
- Tennisclub de drieslag
- Keppelse golfclub
- Openlucht zwembad Hessenbad

## Bijzondere evenementen
- Op Hemelvaartsdag vindt er elk jaar een grote rommelmarkt plaats
- Een jaarlijks traditioneel volksfeest, begin september. Inclusief kleine en grote schutterij, Vaandelzwaaier Bielemannen, vogelschieten, Oud-Hollandse spelen en zeskamp.